# 北アイルランド料理

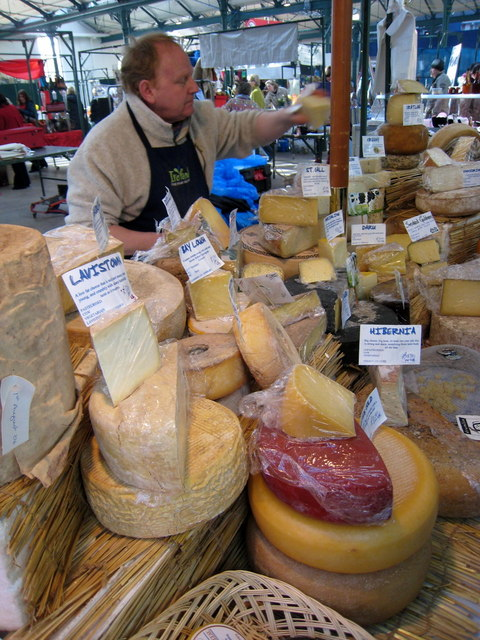
ベルファストのセント・ジョージ・マーケット

北アイルランド料理（きたアイルランドりょうり、英: Northern Irish cuisine）は、北アイルランドに関連する各種の料理、伝統、およびレシピからなる。独自の特徴も持っているものの、近隣地域の料理であるイギリス料理とアイルランド料理から多大な影響を受けている。

## 料理と食品
- Ardglass potted herring：肉屋や魚市場で販売される。食酢でマリネしたニシンをローリエで包みパン粉をまぶして焼く。
- ポテトブレッドのファール（farl：4つ切り）：ジャガイモ、小麦粉、およびバターミルクで作るフラットブレッドである[1]。グリドルで調理する[1]。
- ソーダブレッド：北アイルランド独特のグリドルで調理するフラットブレッドの1つであり、そのまま、またはアルスター・フライで黄金色になるまで調理して食べる。バターと自家製ジャムや、スモークサーモン、揚げたてのウナギ、または厚切りの乾燻ベーコンのような塩味の食品と一緒に食べることもある。ソーダブレッドのファール（4つ切り）は柔らかく、厚くふわっとしたパンである。これは1800年代のアイルランドで最初に焼かれ、地元の人々はベーキングソーダを使って生地を膨張させた。典型的に、アルスター・フライと一緒に供される[1]。小麦粉のパンは、元来は全粒粉で作る茶色のパンであった[1]。
- フィフティーン（英語版）：柔らかいトレイ焼きのケーキで、主原料（マシュマロ、ダイジェスティブ（全粒粉）ビスケット、サクランボ）を、それぞれ15個ずつ使うことから名付けられた。
- ボクスティ：主にファーマナ県で見られる料理である。ボクスティは、ずっしりしたデンプン質のポテトケーキで、マッシュポテトと砕き挽いた生のジャガイモを50対50で混ぜて作る。最も一般的な種類は茹でて作るボクスティ、ハーレー（hurley）で、大きく丸いローフを数時間煮込んで、休ませてから薄切りして揚げてベーコンを添えることが多い。
- チャンプ：マッシュポテトを作る時に、牛乳と刻んだタマネギを加えて作る[1]。
- ダルス：海藻のスナックである。元々は、漁獲不足時に収入の補填のため漁師が収穫した[1]。
- パスティ（英語版）：ソーセージの肉、タマネギ、およびマッシュポテトを混ぜたタネを、ハンバーガーのような形にして黒コショウで味付けして作る。北アイルランドでは、ほとんどのポテトフライ店で衣揚げの注文ができる。
- アルスター・フライ：北アイルランドで最も有名な伝統料理である。アルスター・フライは他のフル・ブレックファストと区別するのはグリドルブレッドで、ソーダブレッドとポテトブレッドのファール（4つ切り）を、カリカリに黄金色になるまで揚げる（時にはグリルする）。小さなパンケーキを含む場合もある。ベーコン、ソーセージ、卵、トマト、およびときにはキノコで料理が完成し、通常は紅茶とトーストを添えて供される。
- ポリッジ：朝食で北アイルランドの人々はまた、挽いたオーツ麦、牛乳または水と塩または砂糖少々で作るポリッジも大の好みである。週末には更に贅沢をして、牛乳の替わりにクリームとブラウンシュガーで仕上げる。ブッシュミルズ（英語版）を1 dash加えることさえある。
- イエローマン（英語版）：ザクザクした金色の菓子で若干ハチの巣と似ている。北アイルランドでは、催事や市場で販売される。
- ベジタブルロール：もう1つの北アイルランド独特の名物料理はベジタブルロールである - 新鮮なリーキ、ニンジン、およびタマネギで風味を加え、コショウを効かせた牛挽肉を薄切りにする。

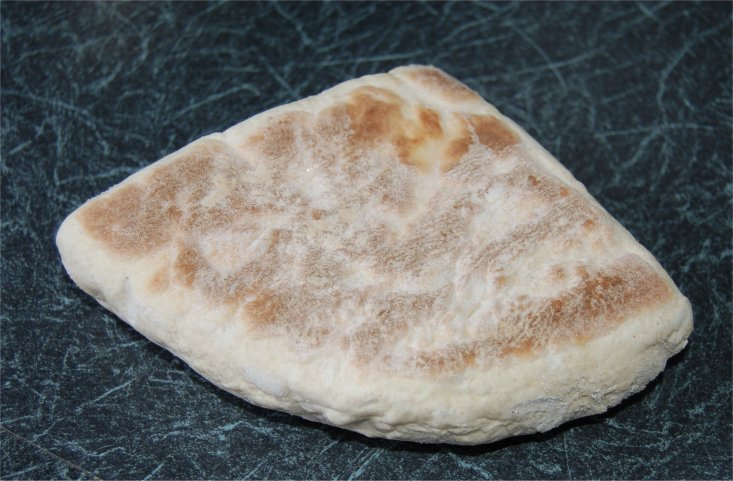
ソーダブレッドのファール（4つ切り）
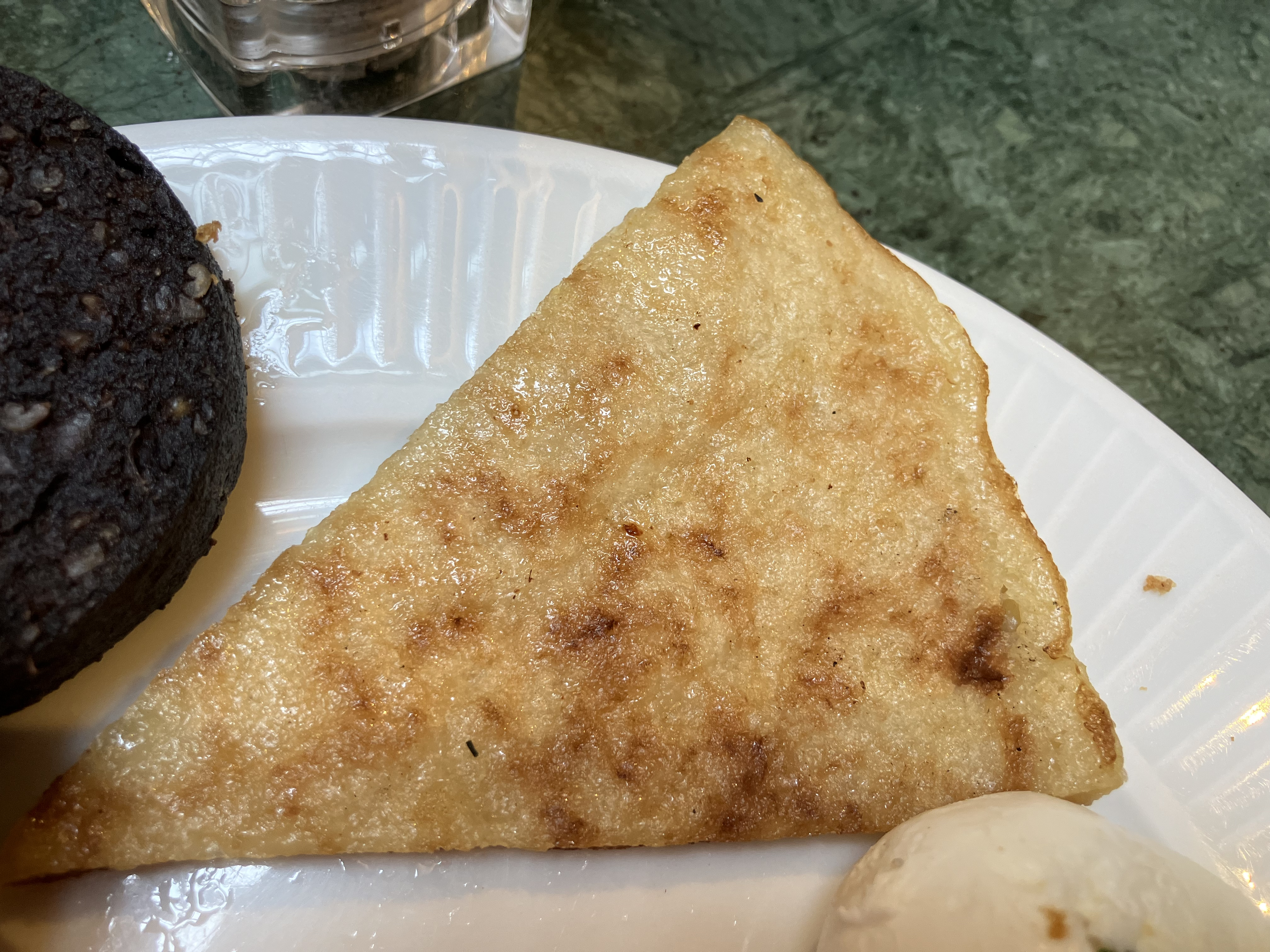
スライスしたボクスティ
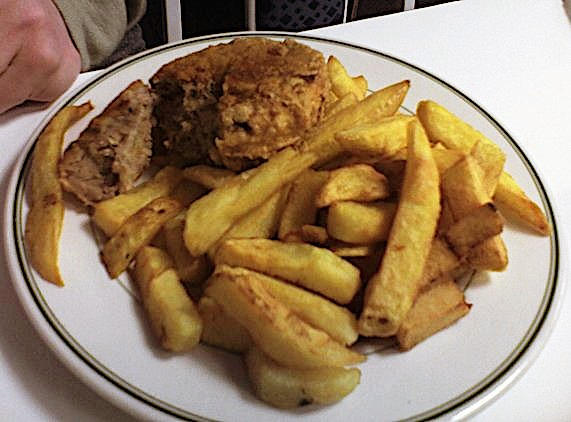
パスティ（英語版）の夕食
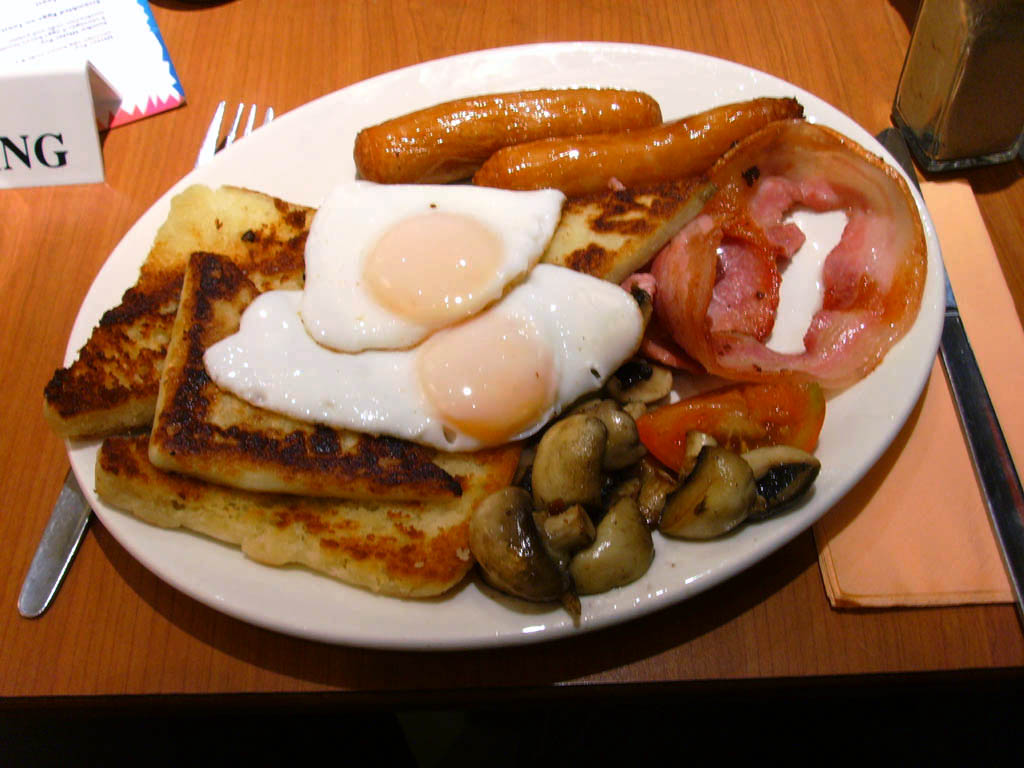
ベルファストで供されるアルスター・フライ
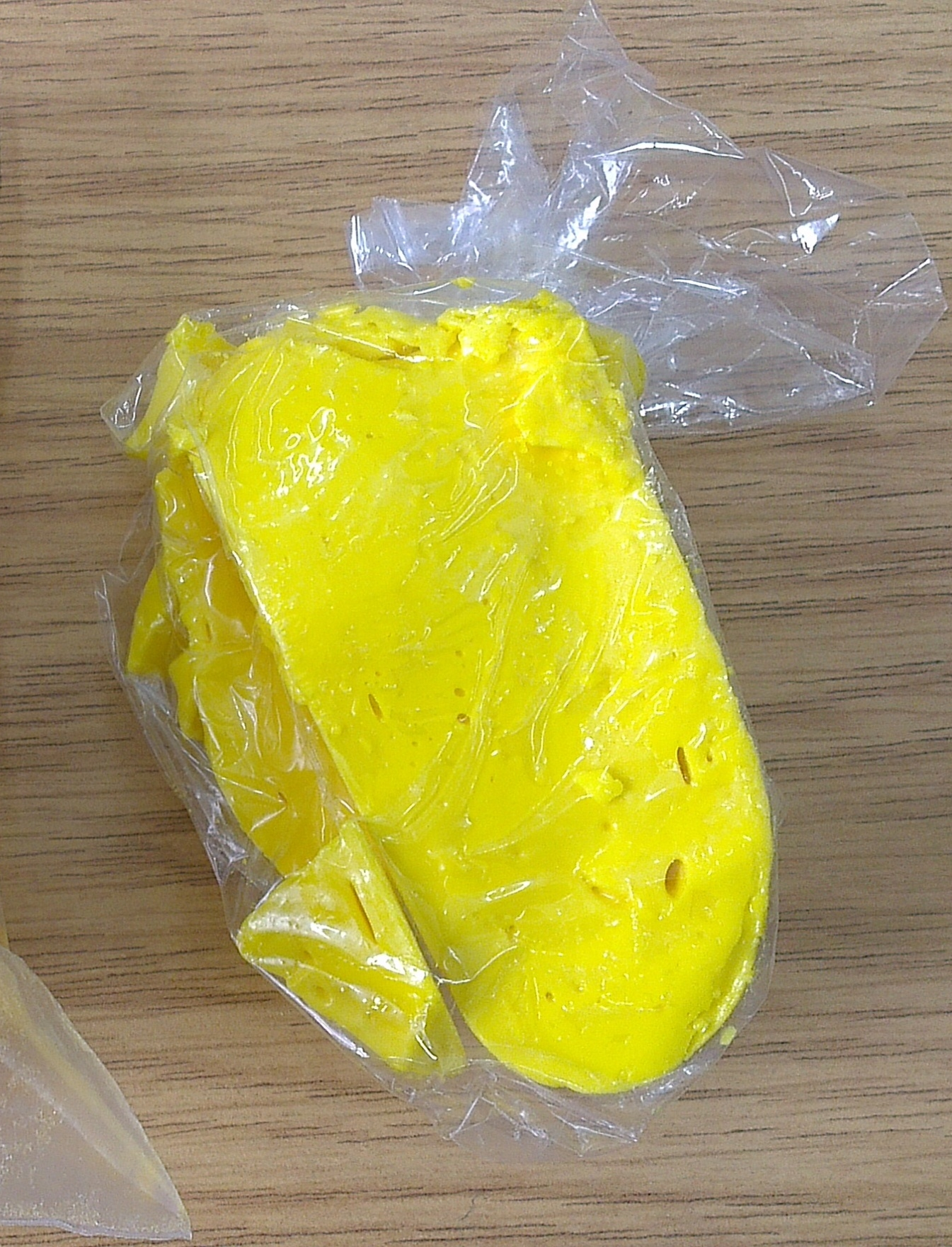
イエローマン（英語版）キャンディ

## 飲料
- ブッシュミルズ（英語版）
- ブラウンレモネード（Brown Lemonade）
- McDaid's Football Special
- Punjana紅茶

## 著名な北アイルランドの料理人
- Jenny Bristow
- Michael Deane
- Noel McMeel
- Robbie Millar
- Paul Rankin
- Clare Smyth